# 山本早織 (サッカー選手)
山本 早織（やまもと さおり、1996年11月23日 - ）は、三重県出身の女子サッカー選手。岡山湯郷Belle所属。ポジションはMF。

## 来歴
2025年1月15日、岡山湯郷Belleへの移籍が発表された。

## 所属クラブ
- 2015年 - 2016年 愛媛FCレディース
- 2017年 - 2018年 ASハリマアルビオン
- 2019年 - 2024年 ディオッサ出雲F.C.
- 2025年 - 岡山湯郷Belle